# Mörtsjön (Väddö socken, Uppland)
Mörtsjön är en sjö i Norrtälje kommun i Uppland och ingår i Skeboåns huvudavrinningsområde. Sjön har en area på 0,049 kvadratkilometer och ligger 18 meter över havet.

## Delavrinningsområde
Mörtsjön ingår i det delavrinningsområde (665775-166072) som SMHI kallar för Inloppet i Bornan. Medelhöjden är 29 meter över havet och ytan är 18,85 kvadratkilometer. Det finns inga avrinningsområden uppströms utan avrinningsområdet är högsta punkten. Avrinningsområdets utflöde mynnar i havet. Avrinningsområdet består mestadels av skog (90 procent). Avrinningsområdet har 0,66 kvadratkilometer vattenytor vilket ger det en sjöprocent på 3,5 procent.